# Ponte d'Arena
Il Ponte d'Arena era un ponte romano della città di Monza, ora non più esistente, sostituito nel 1842 dal nuovo Ponte dei Leoni.
Così chiamato perché si trova nella contrada che in antico era detta d'Arena, costituiva il punto di attraversamento del fiume Lambro per i traffici commerciali diretti a nord.

La sua costruzione è databile al I secolo d.C.
Il ponte era composto di sette archi ribassati. Inoltre l'ampiezza degli archi era diversa: più ampi al centro e più stretti alle due estremità.
Per alleggerire la spinta dell'acqua durante le piene del fiume i suoi pilastri erano dotati di aperture di scarico.
Le dimensioni erano di 75 m di lunghezza (circa il triplo dell'attuale Ponte dei Leoni che lo ha sostituito) e 4,77 m di larghezza.
Da uno storico del XVIII secolo sappiamo che nel 1743 un'alluvione gli provocò notevoli danni producendone anche il parziale interramento delle due estremità. Nel 1842 vennero demoliti i tre archi rimasti in vista per far posto al nuovo Ponte dei Leoni, presso il quale un'arcata residua è tuttora visibile in via Vittorio Emanuele. Altri archi del ponte romano sono rimasti inglobati nelle fondazioni dei palazzi adiacenti.